# 郑家坞站
郑家坞站是沪昆线是一个位于金华市浦江县郑家坞镇的一个火车站，为四等站，由上海铁路局金华车务段管理。目前车站不办理客运业务，货运仅办理专用线业务，站内设有通往浦江粮食收储有限公司的专用线。
车站始建于建于1931年，原名郑家坞站，站址位于钟宅附近，后向北迁址。1989年车站进行改扩建，并于同年3月更名浦江站，改建后车站站房面积395平方米，站场规模2台4线:316。现址距离原址1千米，于2006年6月16日随浙赣铁路电气化工程的开通而启用。车站原办理客货运业务，后由于该站离浦江县城距离与义乌站相当，而通达度却远不如后者而停办客运业务。
2020年，郑家坞镇当地政府计划将江东村的浦江老火车站改建为铁路公园，2023年建成。
2023年9月，车站更名为郑家坞站。